# 草爺
江治緯（1988年4月23日—），藝名草爺，臺灣男藝人、YouTuber，出生於高雄縣，目前居住於南投縣。2017年5月5日和友人創立含羞草日記，2020年4月17日於南投縣成立合情合理工作室。

## 演藝經歷
草爺(含羞草）的演藝經歷非常豐富，涵蓋了多個領域，包括電視劇、綜藝節目和電影。草爺的演出風格通常輕鬆幽默，且能夠與其他演員產生良好的化學反應，使得他的角色經常成為劇中的亮點
電視劇：
《逆局》：在這部由網路影音平臺「愛奇藝國際站」首次於亞洲市場製作的原創劇集，改編自千羽之城 作品《追凶者》，劇中擔任警隊角色，因其中槍的一幕而受到第57屆金鐘獎提名戲劇節目最具潛力新人獎。
《今夜一起為愛鼓掌》：在這部劇中，草爺展現了他不同面向的演技，角色設定首次挑戰與觀眾印象中陽剛個性反差極大的多元成家戀人，令觀眾印象深刻。

綜藝節目：
多個綜藝節目小姐不熙娣、綜藝大熱門、飢餓遊戲、娛樂百分百皆曾擔任嘉賓，因其搞笑的風格和良好的即興表現而受到讚譽。在寶島神很大節目中，更是直播主持人之一，並以輕鬆幽默的方式活躍氣氛。

電影：
草爺也參與了多部電影的演出，展示了他的演技和多樣化的角色詮釋能力。
《還錢》：這部台灣搶劫動作喜劇片中，草爺的參演不僅增加了電影的趣味性，也為劇情更增加了輕鬆的氛圍。
《角頭-大橋頭》：草爺在這部電影中飾演頂庄的「阿草」，是其頂庄的金牌打手，草爺的角色更是於開頭引入劇情主要情節發展，讓觀眾看到他在劇情中的重要性。
音樂作品：
2020年6月30日，草爺發行首支單曲《兄弟你說》。在短短三個月內，就榮獲年度YouTube「熱門音樂影片」前十大殊榮，且佔據了各大數位平台熱門歌曲榜，歌曲點閱至今累計1300萬以上，並在極短的時間內，受到全台各地店面及廟會支持、推薦，被許多網友稱為「婚喪喜慶都適合播放」的全能歌曲同年11月19日發行第二首單曲《你聽我說》，延續《兄弟你說》的時空背景以及精神。
2022年3月14日，睽違一年多在白色情人節當天，推出第三首單曲《愛人啊》。並邀請顏正國導演為新歌題字，未來將合作公益微電影。 
2023全新單曲《飲未乾的酒》邀請狼人殺男神「陳零九」以及曾入圍金鐘獎戲劇節目新進演員獎「吳思賢小樂」飾演出生入死的搭檔兄弟。 此外還特地請來馬念先馬哥大反差飾演反派boss，以及其他優秀的演員協助演出！
第五部MV作品《按部就班》特地邀請中港澳聞名，你我回憶裡印象深刻的港片「殭屍先生」 飾演秋生的「錢小豪」先生首次演出音樂MV 和飾演女兒的啦啦隊女孩若潼搭配飾演生活被現實包夾，在底層和經歷奮鬥的小人物

自媒體：
透過YouTube等平台分享生活點滴和搞笑影片，吸引了大量粉絲，含羞草日記Youtube頻道 （页面存档备份，存于） 甚至達到百萬訂閱的成就。
含老闆 Youtube頻道 （页面存档备份，存于）、含老闆 Facebook專頁、

## 音樂作品
| 單曲 | 名稱                  | 發行時間       | 出品           |
| ---- | --------------------- | -------------- | -------------- |
| 1st  | 《兄弟你說》Ft.梅海強 | 2020年6月30日  | 混血兒娛樂     |
| 2nd  | 《你聽我說》          | 2020年11月19日 | 混血兒娛樂     |
| 3rd  | 《愛人啊Lover ahh》   | 2022年3月14日  | 合情合理工作室 |
| 4th  | 《飲未乾的酒》        | 2023年9月6日   | 華納音樂       |
| 5th  | 《按部就班》          | 2023年11月29日 | 華納音樂       |

## 戲劇作品

### 電視劇/網路劇
| 年份   | 播出頻道               | 片名                 | 飾演             | 備註 |
| 2019年 | 三立台灣台             | 《》                 | 草爺             | 客串 |
| 2021年 | 愛奇藝、緯來電影台     | 《》                 | 石昊文           |      |
| 2023年 | friDay影音、Hami Video | 《火星上的維納斯》   | 計程車司機、大媽 |      |
| 2024年 | MyVideo、八大戲劇台    | 《今夜一起為愛鼓掌》 | 小和             |      |
| 2025年 | 公視台語台             | 《夾縫人生》         |                  |      |
| 2025年 | Netflix                | 《百萬人推理》       |                  | 客串 |
| 2025年 |                        | 《角頭影集版》       | 頂庄阿草         |      |
| 2025年 | Netflix                | 《乩身》             | 友哥             |      |

### 電影
| 年份   | 片名                | 飾演                 | 導演   | 備註                                                            |
| 2021年 | 《》                | 刑事組組員           | 顏正國 | - 顏正國自導自演的作品。 - 影片致敬侯孝賢導演《少年吔，安啦！》 |
| 2022年 | 《》                | 阿生之獄友阿吉的小弟 | 姜寧   |                                                                 |
| 2023年 | 《做工的人 電影版》 | 房仲                 | 鄭芬芬 |                                                                 |
| 2023年 | 《速命道》          | EMT學長              | 柯有謙 |                                                                 |
| 2024年 | 《還錢》            | 刑警隊長             | 王鼎霖 |                                                                 |
| 2024年 | 《角頭—大橋頭》     | 頂庄阿草             | 姜瑞智 |                                                                 |
| 2025年 | 《角頭—鬥陣欸》     | 頂庄阿草             | 姜瑞智 |                                                                 |

### MV演出
| 日期          | 原唱者           | 歌名                     | 備註           |
| 2020年3月9日  | 台客電力公司     | 《交陪》                 |                |
| 2020年10月8日 | 本本             | 《姊妹你說》             | Cover 兄弟你說 |
| 2021年5月8日  | 圓圓             | 《Rosa》                 |                |
| 2021年9月13日 | 魏嘉瑩 Arrow Wei | 《要怎麼告訴你我多喜歡》 |                |
| 2022年1月7日  | 王士榛 Helix     | 《宿命 Destiny》         |                |
| 2023年4月16日 | 馬念先           | 《89 8+9+989 》          |                |
| 2024年6月27日 | 黃明志 Ft.黃秋生 | 《揸Fit 》               |                |

## 慈善公益
| 日期           | 公益事件                                              |
| 2020年7月18日  | 單曲《兄弟你說》及公益演唱會                          |
| 2020年10月27日 | 韓國 FUTURE IDOL RECORDS 聯合台灣未來偶像國際音樂     |
| 2020年11月18日 | 飛碟空中義賣會 守護紅心字會弱勢家庭兒童               |
| 2021年1月15日  | 飛碟空中義賣會感恩餐會                                |
| 2021年1月22日  | 藝人陳零九、草爺 慈善聖誕德州大賽公益捐贈幫助弱勢兒童 |
| 2021年4月6日   | 網紅草爺連假揪女神許維恩、蔡小潔做公益！              |
| 2021年6月29日  | 草爺偕百萬作家送愛心 反遭虧「抗疫胖胖堂」             |
| 2021年6月30日  | 草爺疫情受災數百萬訂購屏東愛文芒果挺果農              |
| 2021年9月22日  | 2021 福爾摩沙國際藝術博覽會(ART FORMOSA)              |
| 2021年10月16日 | 草爺將李行導演手模交還女兒                            |
| 2021年11月11日 | 雙11讓愛有依靠                                        |
| 2021年12月17日 | 蔡允潔轉戰歌壇 好友站台相挺                           |

## 個人代言
- 2021年
  - 寶島娛樂城[21]

## 獎項紀錄
| 年份   | 頒獎典禮     | 獎項                   | 影片           | 角色         | 結果 |
| ------ | ------------ | ---------------------- | -------------- | ------------ | ---- |
| 2022年 | 第57屆金鐘獎 | 戲劇節目最具潛力新人獎 | 《逆局》       | 石昊文(石頭) | 提名 |
| 2024年 | 第6屆走鐘獎  | 好好聽音樂獎           | 《飲未乾的酒》 | 演唱人       | 入圍 |

## 外部連結
- 含老闆 Youtube頻道 （页面存档备份，存于）
- 含老闆 Facebook專頁
- 含羞草日記Youtube頻道 （页面存档备份，存于）